# Mohamed Basindawa
Mohamed Salem Basindawa (en arabe : محمد سالم  باسندوة), né le 4 avril 1935 à Aden, est un homme d'État yéménite, Premier ministre de 2011 à 2014.

## Biographie
Né à Aden, Basindawa a servi comme ministre des Affaires étrangères de 1993 à 1994.
Il a été membre du parti au pouvoir au Yémen, mais a cessé dans les années 2000 pour rejoindre l'opposition au président Ali Abdullah Saleh et de quitter le parti au pouvoir.
En 2011, durant la révolution yéménite, il est à la tête du Conseil national, coalition politique d'opposition.
Le 31 août 2013, il échappe à une tentative d'assassinat.
Le 26 novembre 2011, après des mois de troubles, Basindawa a été désigné par l'opposition yéménite pour diriger le premier gouvernement après l'éviction du président Saleh. Le 27 novembre, il a été nommé Premier ministre par le président par intérim Abdrabbo Mansour Hadi, après avoir été désigné candidat de l'opposition pour ce poste. Il doit alors former un gouvernement paritaire entre le régime de Saleh et l'opposition. Le gouvernement, composé de trente-quatre membres, est formé le 7 décembre suivant. Il prend ses fonctions le 10 décembre.
Le 2 septembre 2014, le président Abdrabbo Mansour Hadi limoge son gouvernement. Le 21 septembre 2014, après la prise de Sanaa par les Houthis, il démissionne, en signe de protestation envers le président Hadi, qu'il accuse de « monopoliser le pouvoir ». Abdallah Mohsen al-Akwa lui succède par intérim, en attendant la formation du gouvernement de Khaled Bahah.
Il s'exile ensuite au Caire.

## Sources
- (en) Cet article est partiellement ou en totalité issu de l’article de Wikipédia en anglais intitulé « Mohammed Basindawa » (voir la liste des auteurs).